# Tom Trabitsch

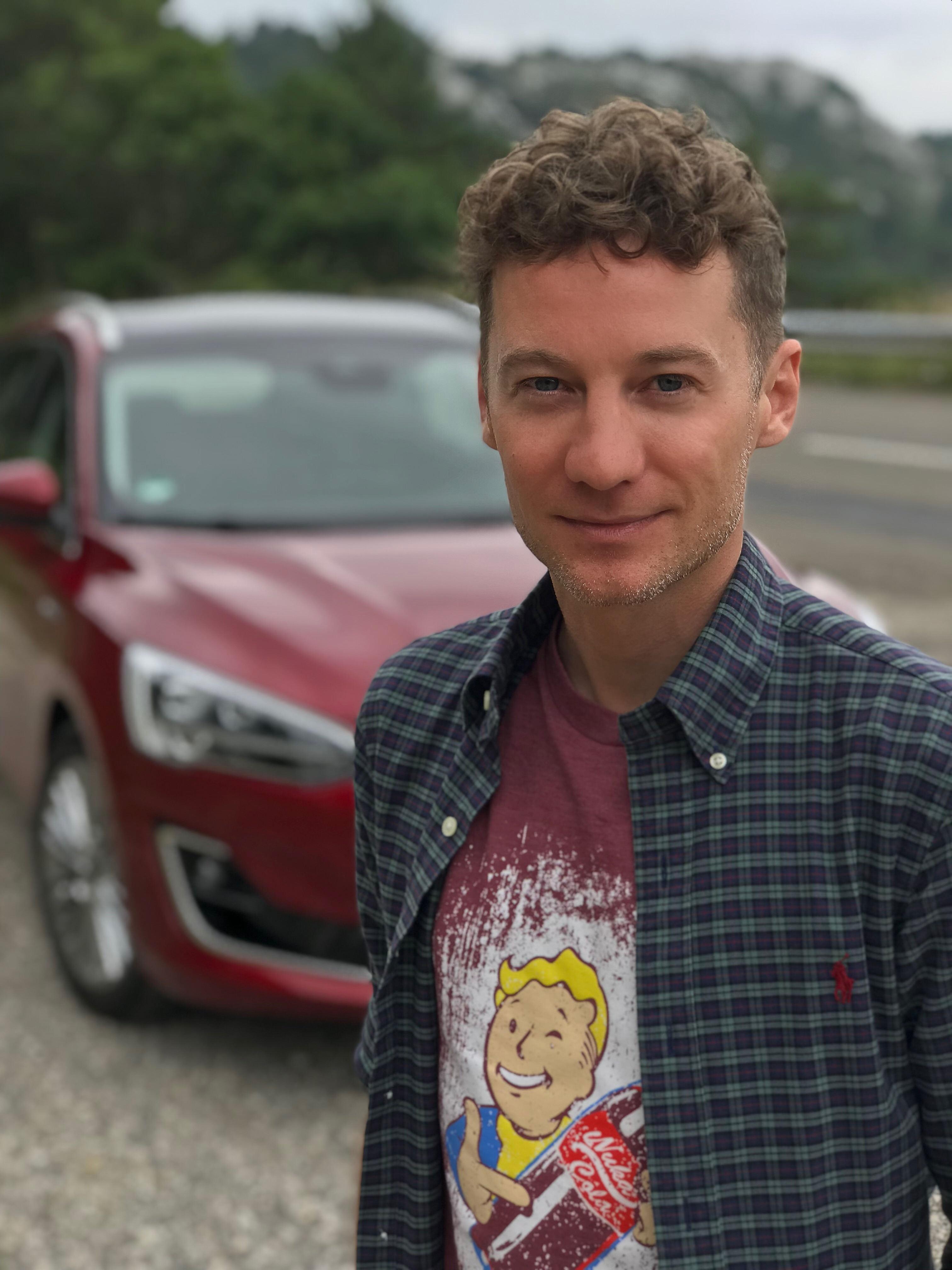
Tom Trabitsch beim Dreh von GO! (2018)

Tom Trabitsch (* 13. August 1981) ist ein österreichischer Fernsehmoderator, Autor und Podcaster. Einem breiten Publikum wurde er Anfang 2016 durch die Fernsehsendung Go! Das Motormagazin bekannt, die er bis heute moderiert und wöchentlich auf den Fernsehsendern PULS 4 und Sat.1 Österreich erscheint.

## Leben
Im Jahr 2007 begann Tom Trabitsch seine Arbeit beim österreichischen Fernsehsender PULS 4. Er arbeitete als On-Air-Reporter für das Morgenmagazin Café Puls. Von Januar 2012 bis November 2013 war er als Redakteur bei PULS 4 sowie als On-Air-Reporter für das Vorabendmagazin Guten Abend Österreich tätig.
Von Juni 2013 bis Januar 2016 arbeitete Trabitsch zusätzlich als freier Autor für das Männermagazin Drehmoment und widmete sich dabei dem Fachbereich „Auto & Motor“.
Seine Arbeit für Go! Das Motormagazin begann im Februar 2012. Trabitsch war zunächst in der TV-Redaktionsleitung und als Chefredakteur im Print-Bereich tätig. Seit Februar 2016 steht Trabitsch als Fernsehmoderator für Go! Das Motormagazin vor der Kamera.
Passend zu GO! betreibt Trabitsch den GO! Mobilitäts-Podcast Herr Gott! Fahr doch!! gemeinsam mit seinem Kollegen Andi Reinsperger. Der Podcast erscheint seit Juli 2020 jeden Donnerstag.